# Gander International Airport
Gander International Airport är en flygplats i Kanada. Den ligger i den östra delen av landet, 1 600 km öster om huvudstaden Ottawa. Flygplatsen ligger 151 meter över havet.
Terrängen runt Gander International Airport är platt åt nordost, men åt sydväst är den kuperad. Gander International Airport ligger uppe på en höjd. Trakten är glest befolkad.
Gander utsågs som plats för en flygbas 1935 på grund av sitt läge i närheten av den nordamerikanska kontinentens nordligaste del. Byggandet av en flygplats påbörjades 1936 och den första landningen skedde i januari 1938 på "Newfoundland Airport", vilken idag heter Gander International Airport.

## Andra världskriget
Under andra världskriget var omkring 10 000 militärer från Kanada, Storbritannien och USA stationerade i Gander, som var en strategiskt viktig ort för det brittiska flygvapnets Air Ferry Command. Omkring 20 000 jakt- och bombflygplan, som byggts i USA och Kanada gjorde ett uppehåll i Gander på väg till Europa. Efter kriget blev flygbasen en civil flygplats och staden flyttades längre ifrån landningsbanorna.

## 11 september
Gander International Airport kom att spela en viktig roll omedelbart efter 11 september-attackerna 2001, när luftutrymmet över Nordatlanten stängdes av Kanadas och USA:s luftfartsmyndigheter. Som en del av Operation Yellow Ribbon beordrades 38 civila och 4 militära flygplan på väg till USA att landa på Gander. Över 6 600 passagerare och besättningsmedlemmar, strandades därmed i Gander i upp till sex dagar, till dess luftrummet åter öppnades.